# Hermann Rudolf Gauss

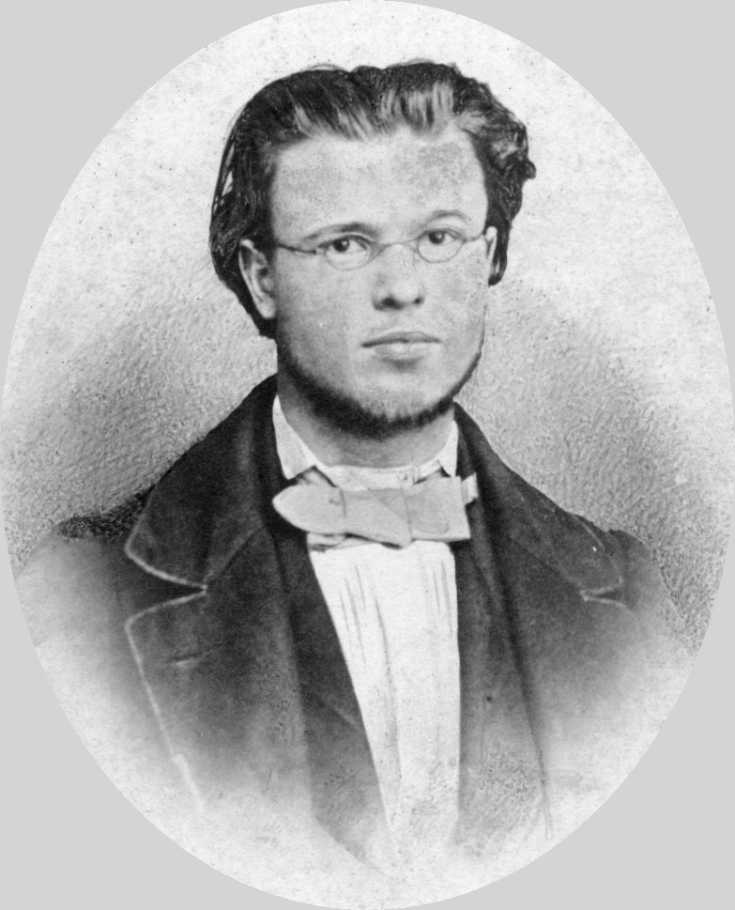
Hermann Rudolf Gauss um 1865

Hermann Rudolf Gauss (* 19. März 1835 in Heilbronn, Württemberg; † 5. Juli 1868 in Basel) war ein Schweizer Architekt.

## Leben
Hermann Rudolf Gauss besuchte die Stuttgarter Gewerbeschule und gewann bereits während der Schulzeit verschiedene Preise. Er wanderte 1858 nach Basel aus, wo er am 1. Oktober 1860 in das Bürgerrecht aufgenommen wurde. Hier betätigte er sich zuerst als technischer Gehilfe im Baubüro der Schweizerischen Centralbahn, dann als Architekt. Von 1866 bis 1868 war er der Architekt der Basler Synagoge. Den Tag der feierlichen Einweihung am 9. September 1868 konnte er nicht mehr erleben.
Sein Sohn Karl Otto Gauss war der Liestaler Pfarrer und Historiker.
Das Privatarchiv von Hermann Rudolf Gauss befindet sich im Staatsarchiv Basel-Stadt.